# Лефдаль, Ларс
Ларс Кристен Лефдаль (Lars Kristen Lefdal) (17 марта 1939 - 23 января 2024) — норвежский политик, депутат стортинга (1977—1989).
Родился в Давике, Согн-ог-Фьюране в семье фермера.
Образование: Школа Лефдаль, Давик 1945—1953; Государственная средняя школа Фирда 1953—1955; степень бакалавра, гимназия Фирда, 1955—1958 гг.
В 1958—1962 гг. изучал гражданское строительство в Норвежском университете науки и технологий в Тронхейме.
С 1962 по 1963 год работал инженером-строителем в Норвежском управлении общественных дорог, Нордфьордейд. Там же в 1963—1964 гг. проходил военную службу.
Инженер отдела Норвежского управления общественных дорог Согн-ог-Фьюране (1964—1970). Главный инженер Управления общественных дорог Согн-ог-Фьюране (1970—1985).
Мэр Лейкангера с 1975 по 1977 год. Заместитель председателя окружного совета Центральной ассоциации норвежских муниципалитетов в 1976—1979 гг. Председатель правления Sogn Billag в 1983—1989 гг.
Депутат стортинга от Согн-ог-Фьюране с 1977 по 1989 год от Консервативной партии. С 21.10.1981 по 30.09.1985 года заместитель председателя Комитета по транспорту. С 1986 по 1987 год входил в состав Центрального Совета Консервативной партии.
С 1989 по 2002 год управляющий дорожным хозяйством округа Согн-ог-Фьюране. Советник Норвежского управления общественных дорог (2003—2004).